# Adriana Campos-Salazar
Adriana Campos-Salazar Cortés (Lima, 6 de junio de 2006) es una actriz, cantante e influencer peruana. Es más conocida por los roles estelares de Michelle Flores en De vuelta al barrio y de Maripaz Lara en Al fondo hay sitio. Es la hija del cantautor Diego Magne.

## Primeros años
Nacida en la capital Lima, el 6 de junio de 2006, es la hija menor del cantautor y productor musical peruano Diego Magne y de Rebeca Cortés.Además, es prima por vía paterna de Carol Arriaga, presentadora del canal de televisión Quality Channel, y hermana menor de la celebridad de Internet y diseñadora gráfica Carla Campos-Salazar. Realizó sus estudios primarios y secundarios en el Colegio María Reina Marianistas. 
A la edad de seis años, comienza a incursionar en la gimnasia, con la cual obtuvo en varias oportunidades el máximo galardón en diferentes campeonatos locales a inicios de los años 2010. Sin embargo, deja el deporte para dedicarse a la actuación para el 2016. A lo paralelo, recibió clases de jingle para complementar su carrera artística.

## Trayectoria

### Carrera actoral
Campos-Salazar estudió actuación en los talleres de Frida Hurtado.[cita requerida]  Hizo su debut actoral a la edad de los diez años como actriz de teatro musical, protagonizando la obra teatral Simplemente Annie en 2017, basado en el musical estadounidense Annie. Anteriormente, participó en anuncios publicitarios.[cita requerida] En el año 2020, participa con un papel protagónico en el cortometraje Distancia, en donde interpreta a la enamorada de Cristóbal compartiendo roles con Samuel Sunderland, quien a su vez dirigió el proyecto. En ese mismo año, alcanza mayor reconocimiento gracias a su participación en la cuarta temporada de la serie de televisión cómica peruana De vuelta al barrio como la adolescente Michelle Flores, el interés amoroso de Pedrito Bravo, compartiendo nuevamente roles con Samuel Sunderland.
En el año 2021, Campos-Salazar participa como Diana en la segunda temporada de la serie web Atrapados: Divorcio en cuarentena, y tiene su tercer papel protagónico en el musical La tierra Mágica al lado de su compañera de reparto, la actriz y bailarina peruana Alexia Barnechea, con quien vuelve a trabajar en el musical navideño Ya llegó Navidad con Santa a finales del mismo año. Además, empieza a participar recurrentemente en el elenco juvenil de artistas y celebridades locales Concept House.
En 2022, protagoniza la obra musical Un amor de verano, basada en la película estadounidense Grease.[cita requerida]
En 2023, asume el papel coprotagónico de la obra juvenil Despertar de primavera, bajo el papel de Ilse, una chica adolescente. Seguidamente, Campos-Salazar se incorpora a finales de año al elenco de la telenovela de comedia romántica Papá en apuros como Bárbara Castro-Mendivil, la hija de la secretaria de la Marina de Guerra del Perú, Natalia Rodríguez (interpretada por Ximena Díaz), y mejor amiga de Stephanie Quiroz (personaje de Paulina Bazán), siendo éste su primer antagónico en el reparto principal.

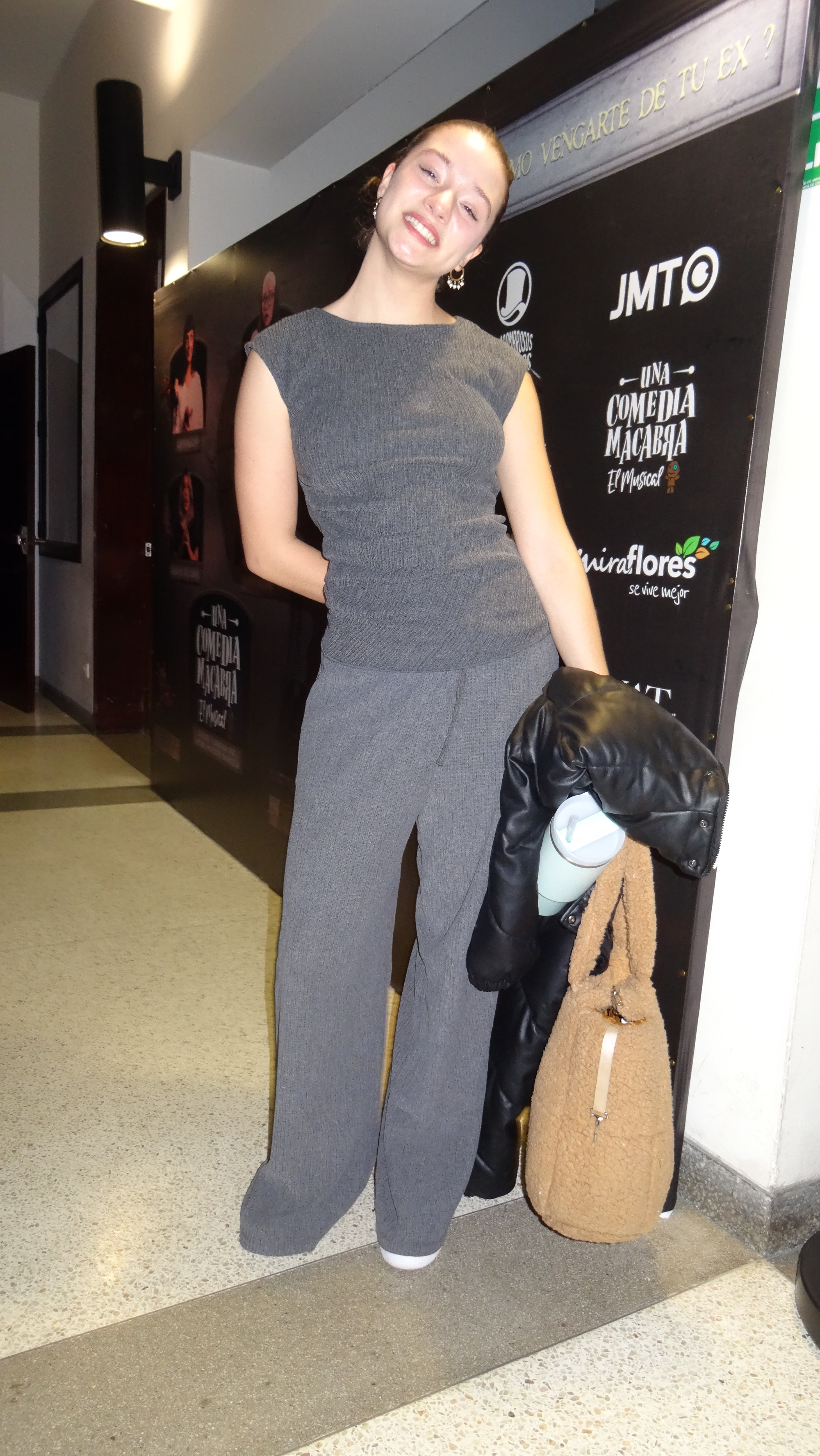
Campos-Salazar luego del estreno de la obra de teatro musical Una comedia macabra en septiembre de 2024.

En el año 2024, inicia su participación en la undécima temporada de la teleserie Al fondo hay sitio bajo el papel recurrente de Maripaz Lara, la hija de Tito Lara (László Kovács) y Lorena Contreras (Virna Flores), quien es la enamorada de Valentino Bocanegra (Gabriel Meneses), siendo ascendida al elenco principal al año siguiente para la duodécima temporada de 2025. En 2024, también asume el papel protagónico de la obra Una comedia macabra: El musical del cineasta Sandro Ventura, interpretando a Jenny, la mejor amiga de Ángela, quien desafiará sus miedos. En dicha producción, comparte roles junto a Gia Rosalino, Fabiana Valcárcel y Feffo Neyra.
En ese mismo año, salta al reconocimiento internacional, incorporándose al elenco de doblaje latinoamericano de la película Paddington en Perú, como la voz de Gina Cabot, personaje original de Carla Tous.
En el año 2025, es anunciada dentro del reparto principal de la segunda temporada de la obra teatral El goce Shakesperiano, bajo la dirección de Fernando Luque. En ese año, se incluye al reparto secundario del remake del musical Legalmente rubia por dos temporadas consecutivas, bajo el personaje de Serena McGuire, la amiga de Elle Woods quién la apoya en su aventura en Harvard.
A partir de esa época, inicia sus colaboraciones con líneas de ropa femenina y la marca deportiva Adidas para sesiones de fotos y videos.

### Carrera musical
Comenzó su carrera musical, interpretando covers de otros temas.[cita requerida]  En el año 2016, tuvo una colaboración con Maricielo Effio en el tema musical «Hada madrina» como corista, el cual se presentó en la Teletón 2016.
En el año 2020, debuta como cantante bajo la producción musical de su padre Diego Magne, interpretando la versión de «Ángeles de la tierra» en homenaje a las víctimas de la pandemia de COVID-19. Volvió a trabajar con Magne para el lanzamiento de su álbum debut Alza las manos.
En el año 2021, Campos-Salazar lanza su tema musical debut «Voces» de su álbum homónimo, bajo la composición de Magne, y la canción entra en la banda sonora de la cuarta temporada de la teleserie cómica peruana De vuelta al barrio. Tras el éxito del tema, anuncia un remix a finales de año. Fue tal el éxito, que el tema superó los 9 millones de visitas en YouTube.
En simultáneo, durante el periodo 2021-2022, lanza sus propias versiones a dueto «Count on me», interpretado originalmente por el cantante estadounidense Bruno Mars,[cita requerida]  «Fuentes de Ortiz» del cantautor mexicano Ed Maverick,[cita requerida]  y «Verte así». Dentro de los proyectos, contó con la participación especial de los actores Facundo Oliva y Brando Gallesi.[cita requerida]
En 2022, lanza el sencillo «Coco y limón», incluyendo un videoclip contando con la presencia de algunos actores juveniles peruanos. Además, participó en el videoclip del tema musical «Besarte», interpretado por el cantante y actor juvenil peruano Alejandro Aramburú. Tiempo después, Campos-Salazar lanza su cuarto álbum en solitario titulado Cambias de color en febrero de 2023.
El 30 de abril de 2024, Campos-Salazar interpreta su nuevo material «Empezamos de cero», con el cual se estrenó un videoclip, contando con la presencia de las actrices Paulina Bazán y Matilde León.
En el año 2025, estrena el tema musical «Peli de Disney», con la participación especial de Diego Magne en los teclados, y de las actrices Merly Morello, interpretando a una directora de arte, y Gia Rosalino como profesora.

## Vida personal
Desde 2021, mantiene una relación sentimental con el actor de teatro musical peruano Thiago Vernal. En 2024, su relación con Vernal fue anunciada de manera pública.

## Filmografía

### Cine
| Año  | Título             | Personaje              | Notas                   | Ref.        |
| ---- | ------------------ | ---------------------- | ----------------------- | ----------- |
| 2020 | Distancia          | Enamorada de Cristóbal | Protagonista            | [ 9 ] [ 8 ] |
| 2023 | Isla bonita        |                        | Reparto principal       | [ 30 ]      |
| 2024 | Paddington en Perú | Gina Cabot             | Doblaje latinoamericano | [ 22 ]      |

### Televisión

#### Series y telenovelas
| Año        | Título                            | Personaje                                  | Notas                                                                                    | Emisión            | Ref.          |
| ---------- | --------------------------------- | ------------------------------------------ | ---------------------------------------------------------------------------------------- | ------------------ | ------------- |
| 2020–2021  | De vuelta al barrio               | Michelle Flores Ramos                      | Reparto principal                                                                        | América Televisión | [ 10 ]        |
| 2021       | Atrapados: Divorcio en cuarentena | Diana                                      | Reparto principal                                                                        | YouTube            | [ 11 ]        |
| 2023–2024  | Papá en apuros                    | Bárbara «Barbie» Castro-Mendivil Rodríguez | Reparto principal (antagonista reformada)                                                | Latina Televisión  | [ 39 ] [ 17 ] |
| desde 2024 | Al fondo hay sitio                | Maripaz Lara Contreras                     | Reparto recurrente (undécima temporada) Reparto principal (desde la duodécima temporada) | América Televisión | [ 18 ]        |
| 2025       | La rosa de Guadalupe Perú         | Natalia Torre-Blanca                       | Protagonista (episodio: «Cámara web»)                                                    | América Televisión |               |

#### Programas
| Año  | Título               | Rol        | Notas                                                  |
| ---- | -------------------- | ---------- | ------------------------------------------------------ |
| 2023 | El gran chef famosos | Ella misma | Invitada especial y parte del elenco de Papá en apuros |
| 2024 | Arriba mi gente      | Ella misma | Invitada especial y parte del elenco de Papá en apuros |

### Teatro
| Año       | Título                          | Personaje          | Notas              | Ref.             |
| --------- | ------------------------------- | ------------------ | ------------------ | ---------------- |
| 2017–2019 | Simplemente Annie               | Annie              | Protagonista       |                  |
| 2019      | Cenicienta vs. Pinocho          | Cenicienta         | Protagonista       |                  |
| 2021      | La tierra mágica                | Hija de Pacha Mama | Protagonista       | [ 40 ]           |
| 2021      | Ya llegó Navidad con Santa      |                    | Protagonista       | [ 13 ]           |
| 2022      | Un amor de verano               |                    | Protagonista       |                  |
| 2022      | La guerra de los sexos          |                    | Reparto principal  | [ 41 ]           |
| 2023      | Despertar de primavera          | Ilse               | Protagonista       | [ 15 ]           |
| 2024      | Una comedia macabra: El musical | Jenny              | Protagonista       | [ 20 ]           |
| 2025      | El goce Shakespeariano          | Varios roles       | Reparto principal  | [ 23 ]           |
| 2025      | Legalmente rubia: El musical    | Serena McGuire     | Reparto secundario | [cita requerida] |

### Videoclips musicales
| Año  | Título                     | Rol        | Notas                                                        | Ref.          |
| ---- | -------------------------- | ---------- | ------------------------------------------------------------ | ------------- |
| 2020 | «Ángeles de la tierra»     | Ella misma | Intérprete (con Brandon Morales)                             |               |
| 2020 | «Me pides perdón»          | Ella misma | Protagonista (interpretado por Thiago Vernal y Vedala)       |               |
| 2021 | «Voces»                    | Ella misma | Intérprete                                                   | [ 29 ]        |
| 2021 | «Fuentes de Ortiz (cover)» | Ella misma | Intérprete (con Facundo Oliva, original de Ed Maverick)      |               |
| 2021 | «Count on me (cover)»      | Ella misma | Intérprete (con Thiago Vernal, original de Bruno Mars)       |               |
| 2022 | «Besarte»                  | Ella misma | Participación especial (interpretado por Alejandro Aramburú) | [ 34 ]        |
| 2022 | «All of Me (cover)»        | Ella misma | Intérprete                                                   |               |
| 2022 | «Coco y limón»             | Ella misma | Intérprete                                                   | [ 33 ]        |
| 2023 | «Cambias de color»         | Ella misma | Intérprete                                                   | [ 35 ] [ 42 ] |
| 2024 | «Empezamos de cero»        | Ella misma | Intérprete                                                   | [ 36 ]        |
| 2025 | «Peli de Disney»           | Ella misma | Intérprete                                                   | [ 37 ]        |

## Discografía

### Sencillos
- 2016: «Hada madrina» (corista, con Maricielo Effio)
- 2020: «Ángeles de la tierra» (con Brandon Morales)[27]
- 2020: «Alza las manos»[28]
- 2021: «Voces»[29]
- 2021: «Count on me (cover)» (con Thiago Vernal)
- 2021: «Fuentes de Ortiz (cover)» (con Facundo Oliva)
- 2021: «Verte así (cover)» (con Brando Gallesi)
- 2022: «Voces (Remix)»
- 2022: «All of Me (cover)»
- 2022: «Coco y limón»
- 2023: «Cambias de color»[35]
- 2024: «Empezamos de cero»
- 2025: «Peli de Disney»[37]

### Bandas sonoras
- De vuelta al barrio (2021)
- Al fondo hay sitio (2024)